# Unité Tigris

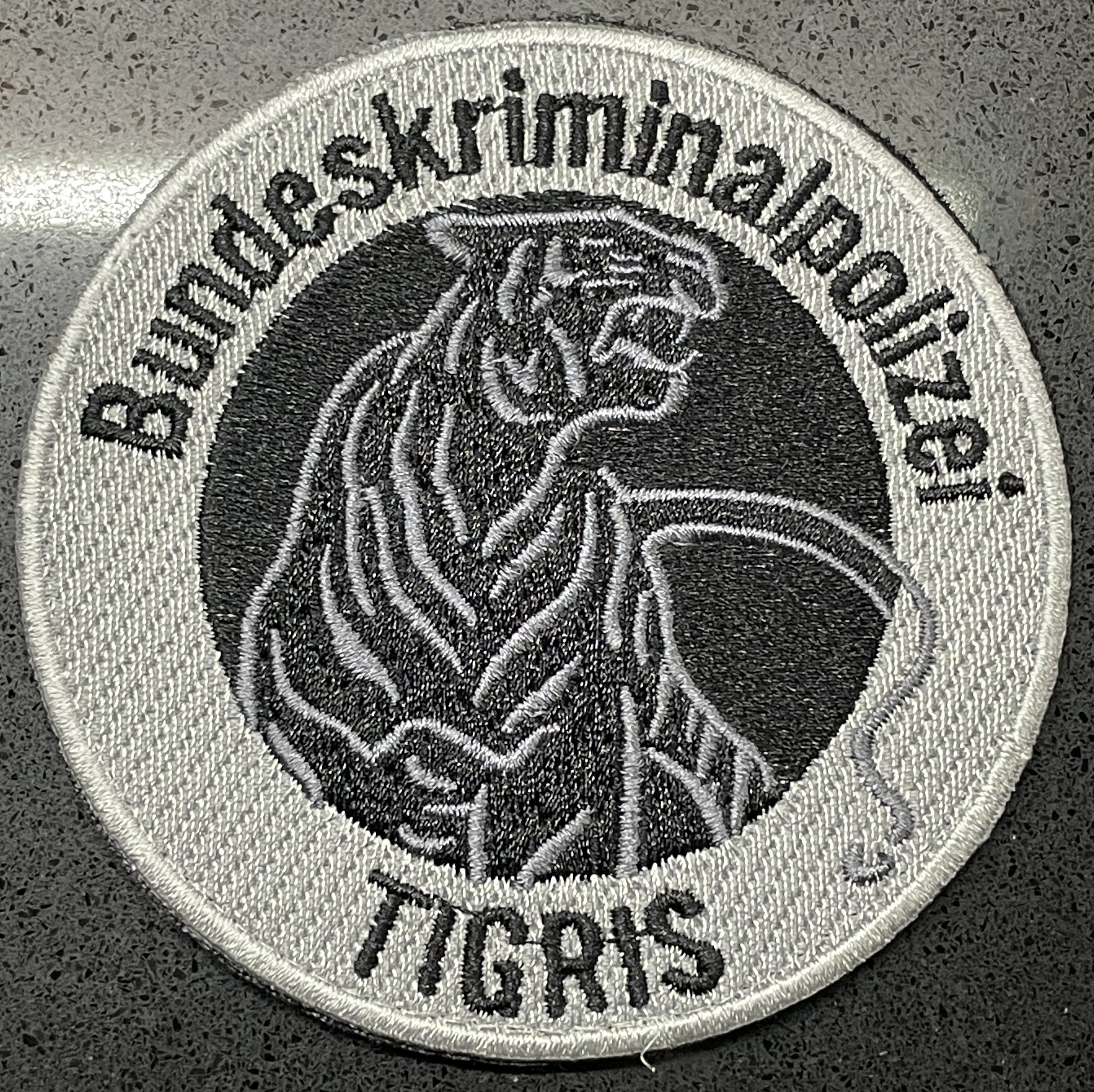
Patch de l'unité Tigris

Tigris est une unité de la police judiciaire fédérale Suisse créée en 2003 et qui compte 14 personnes. Son intervention est ordonnée par le Ministère public de la Confédération (MPC) ou l'Office fédéral de la justice (OFJ). 

## Histoire
En décembre 1999, le parlement suisse acceptait avec plus de 170 voix que la Confédération suisse dispose de plus de compétences en matière de poursuite de la grande criminalité. C'est l’Office fédéral de la police (Fedpol) qui prit la décision de créer l'unité Tigris pour les tâches opérationnelles liées à ce mandat. Les parlementaires ignoraient cette implication au moment du vote.

## Organisation
Tigris a été développé entre 2004 et 2005. Son financement annuel est d'environ 2,7 millions de francs. Son centre d'entraînement a couté 2,9 millions de francs.

## Engagement
L'unité d'intervention a mené 130 interventions jusqu'au début 2009 en collaboration avec 21 cantons, dont l'arrestation de Gerhard Ulrich.

## Polémique
En mars 2009, le journal Die Weltwoche avait créé la polémique en Suisse en annonçant l'existence de cette unité. Aussitôt des critiques sont arrivées, notamment à l'encontre de Christoph Blocher, ancien conseiller fédéral[réf. nécessaire]. L'actuelle ministre de la police, Eveline Widmer-Schlumpf avait en premier lieu déclaré à la radio ne pas avoir eu vent de l'existence de Tigris, mais selon le Blick, elle en aurait été informée en 2008.
En 2021, le conseiller fédéral Alain Berset est accusé d'avoir abusé de sa fonction publique en envoyant cette unité au domicile de son ancienne amante, qui l'accuse de chantage. Le 25 octobre 2021, le Parlement procède à une enquête sur l'affaire